# Эрбин ап Айргол
Эрбин ап Айргол (валл. Erbin ap Aergol; 485 — VI век) — принц Диведа в конце V века в начале VI века.

## Биография
Питер Бартрум предполагает, что его отец, Айргол Длиннорукий, король Диведа, родился около 460 года, а Эрбин, его сын, около 485 года. Но некоторые источники утверждают, что Айргол родился около 480 года, чей двор располагался в Лис Кастелле, недалеко от Дин-Биха.
В двух версиях родословной королей Диведа имя Эрбин вставляется между Гуртевиром и Айрголом, хотя оно не упоминается в двух ранних версиях. Ифор Уильямс считал, что это имя выпало из более ранних версий. С другой стороны, Эрбин мог быть другим сыном Айргола и братом Гуртевира.
Его отец враждовал с Поуисом. Армии двух королевств столкнулись в Криг Диведе, но результат сражения неизвестен. В 495 году Айргол умер и королём Диведа стал его сын Гуртевир. По другой версии он умер в 515 году, а Гуртевир был сыном его сына Эрбина.
Есть и другие свидетельства того, что Эрбин связан с Диведом. Таким образом, в диалоге между Мирддином и Талиесином упоминается Дивел ап Эрбин, который был убит в битве, защищая Дивед от Майлгуна Длинного. Также в стихотворении Этмик Динбих, в Книге Талиесина, Блейдид (IX век), владыка Дин-Биха, что в Диведе, описывается как «начальник рода Эрбина». Наконец, поэт Рисиердин (конец XIV века) упоминает Эрбина, Трифина и «светлого происхождения Гвелидира».